# Monte Shifutsu
Il Monte Shifutsu è una montagna del Giappone e costituita di serpentino. Raggiunge i 2.228 metri di altezza, si trova nel Parco nazionale di Oze nella prefettura di Gunma.